# Пуглед при Старем Логу
Пуглед при Старем Логу (словен. Pugled pri Starem Logu) је насељено место у општини Кочевје, регија Југоисточна Словенија, Словенија.

## Историја
До територијалне реорганизације у Словенији био је у саставу старе општине Кочевје.

## Становништво
У попису становништва из 2011. године, Пуглед при Старем Логу није имао становника.
| Број становника према пописима | Број становника према пописима | Број становника према пописима |
| ------------------------------ | ------------------------------ | ------------------------------ |
| 1991                           | 2002                           | 2011                           |
| 0                              | 0                              | 0                              |

Напомена: До 1953. исказивано под именом Пуглед.